# Wang Chang
Wang Chang (chinês simplificado: 王昶, pinyin: Wáng Chǎng; Liampó, 7 de maio de 2001) é um jogador de badmínton chinês.

## Carreira
Wang, que treinou no centro de treinamento de Ningbo, entrou para a equipe provincial em 2015 e para a seleção nacional em 2017. Depois de ser selecionado para se juntar à seleção nacional, ele começou sua parceria com Di Zijian na disciplina de duplas masculinas. Ele fez sua estreia no torneio internacional no Campeonato Asiático Júnior de 2017 e conquistou a medalha de ouro no evento de duplas masculinas. Ele também participou do Campeonato Mundial Júnior de 2017, onde ajudou a equipe a conquistar a Copa Suhandinata, e também ganhou a medalha de prata no evento de duplas masculinas. Em 2018, ele ganhou os títulos de duplas masculinas e equipes mistas no Campeonato Asiático e Mundial Júnior.
A partir de 2022, Wang iniciou uma nova parceria com Liang Weikeng e avançou para a final do Masters da Indonésia nas rodadas de qualificação, derrotando os medalhistas de bronze de Tóquio 2020 Aaron Chia e Soh Wooi Yik e o número 1 do mundo Marcus Fernaldi Gideon e Kevin Sanjaya Sukamuljo no caminho. Na final, eles perderam por 10–21, 17–21 para os favoritos da casa Fajar Alfian e Muhammad Rian Ardianto. No torneio seguinte, eles derrotaram os atuais campeões mundiais Takuro Hoki e Yugo Kobayashi para chegar às semifinais do Masters da Malásia, mas foram parados por Mohammad Ahsan e Hendra Setiawan em jogos diretos. Wang então venceu o Aberto do Japão, onde ele e Liang derrotaram Kim Astrup e Anders Skaarup Rasmussen na final em três jogos.
Nos Jogos Olímpicos de Verão de 2024, em Paris, conquistou a medalha de prata na disputa de duplas masculinas, ao lado de Weikeng.